# Nort-sur-Erdre
Nort-sur-Erdre is een gemeente in het Franse departement Loire-Atlantique (regio Pays de la Loire). De plaats maakt deel uit van het arrondissement Châteaubriant. Nort-sur-Erdre telde op 1 januari 2022 9.448 inwoners.

## Geografie
De oppervlakte van Nort-sur-Erdre bedroeg op 1 januari 2022 66,56 vierkante kilometer; de bevolkingsdichtheid was toen 141,9 inwoners per km².

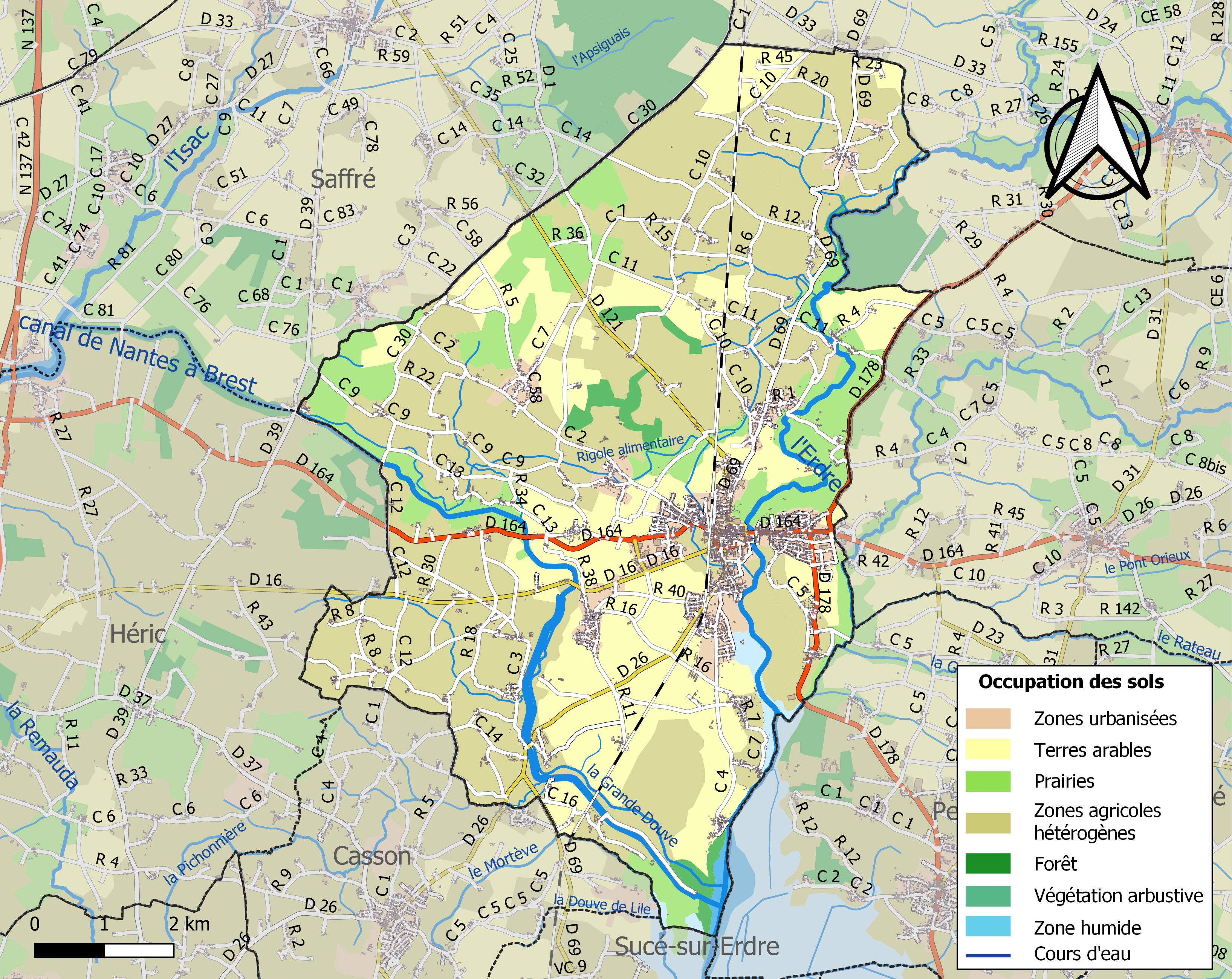
Kaart van de gemeente met de belangrijkste infrastructuur, bodemgebruik en omliggende gemeenten

## Verkeer en vervoer
In de gemeente ligt spoorwegstation Nort-sur-Erdre.

## Demografie
Onderstaande figuur toont het verloop van het inwonertal (bron: INSEE-tellingen).